# Ливата (Рим)
Ливата је насеље у Италији у округу Рим, региону Лацио.
Према процени из 2011. у насељу је живело 270 становника. Насеље се налази на надморској висини од 1362 м.